# Pico Glacier
Glacier Peak o Dakobed (conocido en el dialecto Sauk-Suiattle del idioma Lushootseed como Tda-ko-buh-ba o Takobia y en idioma español como Pico Glaciar) es el más aislado de los cinco estratovolcanes principales (volcanes compuestos) del Arco Volcánico Cascade en el estado de Washington en los Estados Unidos. Situado en el Glacier Peak Wilderness, el volcán es visible desde el oeste en Seattle, y desde el norte en las zonas más altas de los suburbios del este de Vancouver, como Coquitlam y Port Coquitlam. El volcán es el cuarto pico más alto en el estado de Washington, y no se sabe tanto sobre él en comparación con otros volcanes de la zona. Los nativos americanos locales han reconocido Glacier Peak y otros volcanes de Washington en sus historias. Cuando los exploradores estadounidenses llegaron a la región, aprendieron información básica sobre los accidentes geográficos circundantes, pero inicialmente no comprendieron que el Glaciar Peak era un volcán. Situado en el condado de Snohomish, el volcán se encuentra a solo 70 millas (110 km) al noreste de Seattle. El único volcán más cercano a Seattle es el Monte Rainier, pero como Glacier Peak se encuentra más alejado de las Cascadas y tiene casi 1200 m de longitud, es menos notable que Monte Rainier.
Glacier Peak es uno de los volcanes más activos de Washington. El volcán se formó durante la época del Pleistoceno, hace aproximadamente un millón de años, y desde la edad de hielo más reciente, ha producido algunas de las erupciones más grandes y más explosivas en el estado. Cuando los mantos de hielo continentales se retiraron de la región, Glacier Peak comenzó a erupcionar regularmente, y erupcionó explosivamente cinco veces en los últimos 3000 años. Ha entrado en erupción repetidamente durante al menos seis períodos; dos de estas erupciones han estado entre las más grandes en Washington.

## Geología
Los restos de los domos de lava prehistóricas pasadas son componentes principales de la cima del volcán, además de su cumbre falsa, el Disappointment Peak (Pico de la Decepción). Los depósitos de flujo piroclástico del pasado son fácilmente visibles en los valles de los ríos cerca del volcán, probablemente causados por el colapso del domo de lava, junto con las crestas que se encuentran al este de la cumbre y que consisten en restos de nubes de cenizas. En su flanco occidental, el volcán también tiene un lahar, o depósito de flujo de lodo, que se extiende por unos 35 kilómetros en el White Chuck River Valley hace unos 14 000 años. Otros diez depósitos de flujo piroclásticos son visibles, todos identificados como relativamente de 10 000 años de antigüedad. También hay un flujo de lodo considerablemente más nuevo, de unos 5500 años de antigüedad, que cubre un área de 15 km entre el mismo valle del río, junto con dos pequeños incidentes, ambos con menos de 3.000 años de antigüedad. Otro lahar, de edad no identificada, era rico en dalite de oxyhornblenda; y continuó durante 30 km (19 millas) en el río Sauk.
También hay depósitos de nubes de ceniza en el flanco oriental opuesto del volcán. Los estudios de la montaña, hasta la fecha, no han podido encontrar ninguna correspondencia con los flujos piroclásticos, pero se han identificado varios flujos de lodo en el pasado. En Dusty Creek, ubicado junto a la montaña, hay un lahar de al menos 6 km (3.7 millas) de espesor, que contiene depósitos de flujo piroclásticos y otros flujos de lodo. Sin embargo, este gran flujo de lodo es parte de una concentración de 300 metros (980 pies) de espesor de incidentes pasados en el volcán que se extiende por los Dusty y Chocolate Creek. En el área se encuentran al menos diez kilómetros cúbicos de restos líticos. Los depósitos de tefra están limitados en su mayoría al flanco izquierdo del volcán y se han identificado al menos nueve incidentes pasados. Estos forman varias capas de tefra que construyen la montaña. Las erupciones más pequeñas que involucran tefra ocurrieron entre hace 6900-5500 años, 3450-200 años atrás, y tan recientes como hace 316-90 años.
En la montaña, a unos 1800 m de altura, hay tres conos de ceniza adicionales: uno en la cabecera de White Chuck River, uno en Dishpan Gap y otro cerca de Indian Pass. El volcán también ha causado eventos térmicos, como aguas termales. Había tres fuentes termales en la montaña: Gamma, Kennedy y Sulphur, pero Kennedy Hot Springs fue destruido y enterrado en un tobogán.

## Historia
Alrededor del área, había muchos nativos americanos, y junto con otros volcanes de Washington, la montaña fue reconocida por ellos como un espíritu. Cuando los exploradores europeo-americanos llegaron a la zona, aprendieron sobre la montaña, aunque solo parcialmente, a través de leyendas locales. Aunque la gente local describió a Glacier Peak como una parte vital de sus historias y creencias; cuando se mapearon otros volcanes en el área, Glacier Peak quedó fuera. En 1850, los nativos mencionaron el volcán al naturalista George Gibbs diciendo que el volcán había "fumado" una vez. En 1898 el volcán finalmente fue documentado en un mapa.
Los nativos americanos también usaron el área alrededor de las Cascadas para su agricultura, lo que los llevó a congregarse a menudo en la región. Como resultado, los mineros de oro finalmente llegaron al área en la década de 1870 a 1890, en busca de recursos y tierras ricas. El primer hombre blanco registrado para observar la montaña, Daniel Lindsley, era un empleado de Northern Pacific Railroad Company en busca de posibles vías de ferrocarril cuando lo vio en 1870.

## Historia eruptiva
A pesar de su elevación de 10 541 pies (3213 m), Glacier Peak es un pequeño estratovolcán. Su cumbre relativamente alta es consecuencia de su ubicación en lo alto de una cresta alta, pero su porción volcánica se extiende solo a 500-1000 m por encima de la cresta subyacente. Otro volcán del país con una geomorfología similar es el macizo Monte Meager en el suroeste de la Columbia Británica, Canadá, que está situado en un risco de rocas no volcánicas, cristalinas y metamórficas de 400 m.

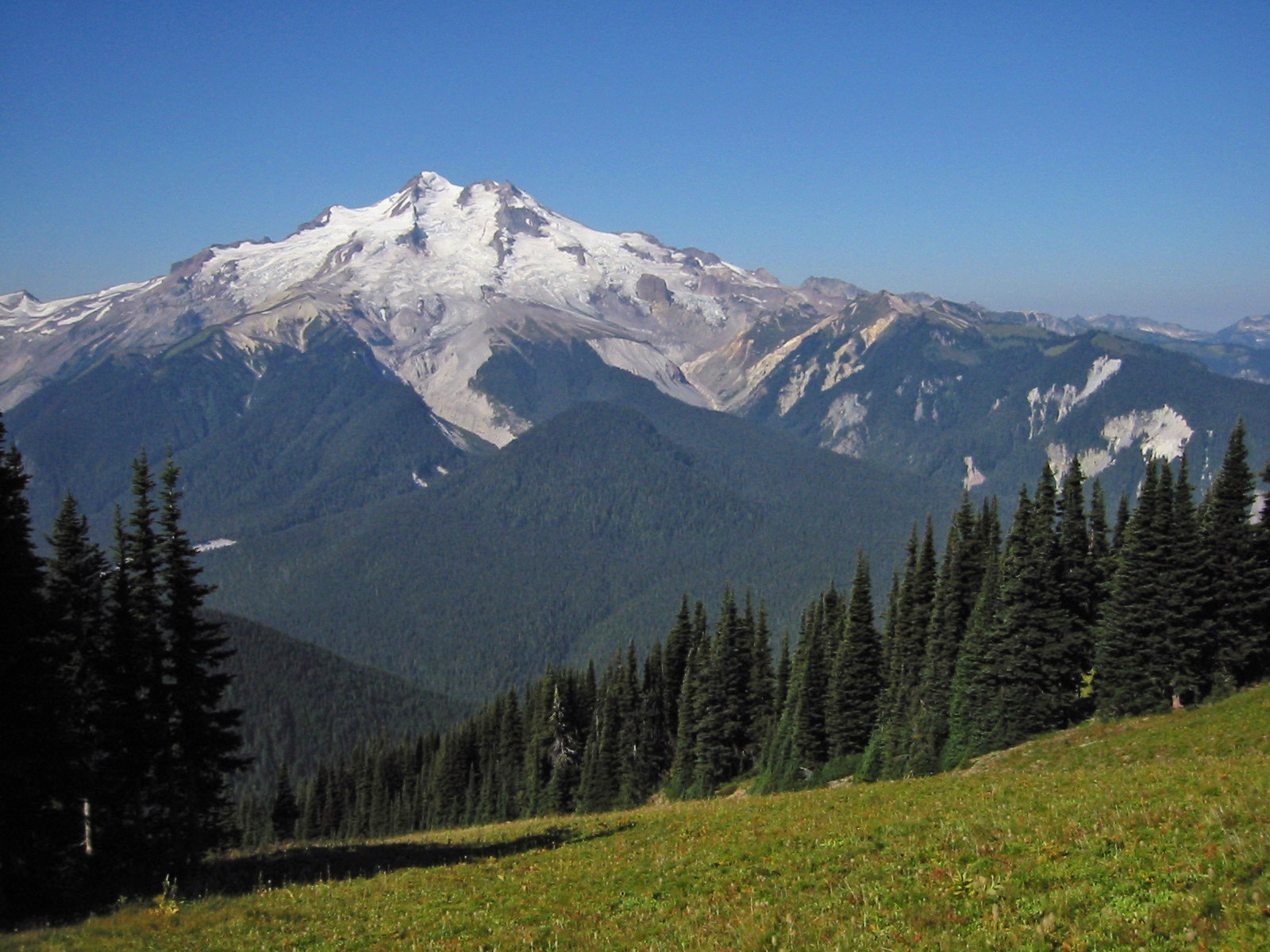
Vista desde Liberty Cap a través del valle del río Suiattle

De los cinco volcanes principales en Washington, solo Glacier Peak y Monte Santa Helena han tenido grandes erupciones en los últimos 15 000 años. Como ambos volcanes generan magma de origen dacítico, el magma viscoso se acumula debido a que no puede fluir a través del respiradero eruptivo. Poco a poco, la presión crece y culmina en una explosión que expulsa materiales como la tefra, que en su forma más simple es la ceniza.
La tefrocronología y la datación por radiocarbono indican que las erupciones del pico glaciar ocurrieron en 1700 AD ± 100 años, 1300 AD ± 300 años, 900 AD ± 50 años, 200 AD ± 50 años, 850 AC, 3150 AC, y en 3550 AC. El índice de explosividad volcánica (IEV) para tres de estos fue de 2 a 4, pequeño en comparación con el 5 de la erupción de 1980 de Monte Santa Helena. Se caracterizaron principalmente por una erupción de respiradero central, seguida de una erupción explosiva. Estas erupciones variaron en el resultado; algunos produjeron lahares, algunos flujos piroclásticos y otros domos de lava.
Hace poco más de 13 000 años, se produjo una secuencia de nueve erupciones de tefra en un período de unos pocos cientos de años. Asociados con estas erupciones fueron los flujos piroclásticos. Mezclados con nieve, hielo y agua, formaron lahares que corrieron hacia tres ríos cercanos, llenando sus valles con profundos depósitos. Posteriormente, los flujos de lodo se drenaron tanto en el North Fork del río Stillaguamish (en ese momento una salida del río Sauk) como en los ríos Skagit. En Arlington, 97 km río abajo, los lahares depositaron siete pies de sedimento. La erosión subsiguiente de los depósitos de lahar cerca de Darrington llevó al sistema fluvial actual con el río Stillaguamish separado de los ríos Sauk/Skagit. La ruina de lahar se depositó a lo largo de los ríos Skagit y Stillaguamish hasta llegar a Puget Sound. Una pequeña porción de la tefra en erupción se depositó localmente. Sin embargo, la mayor parte de la tefra alcanzó niveles más altos de la atmósfera y fue transportada por el viento cientos de millas. Los depósitos de esta congregación fueron tan gruesos como un pie (0,30 m) cerca de Chelan y 0,3 pulgadas (7,6 mm) cerca de Missoula, Montana.
Desde estos eventos, Glacier Peak ha producido varios lahares. Los eventos más grandes fueron hace 5900 y 1800 años y se asociaron con erupciones de construcción de domos. En ambos casos, los lahars viajaron por el río Skagit hasta Puget Sound.

### Peligros
El riesgo de una erupción en un año dado se estima actualmente en 1 en 1000.
Cuando los lahares alcanzan áreas pobladas, pueden enterrar estructuras y personas. Un ejemplo fue la tragedia de Armero en Nevado del Ruiz, donde 23 000 murieron a causa de un enorme flujo de lodo. Los Lahares de Glacier Peak representan una amenaza similar para las pequeñas comunidades de Darrington y Concrete, y una amenaza menor para las ciudades más grandes y de rápido crecimiento de Mount Vernon y Burlington, así como para otras comunidades a lo largo de los ríos Skagit y Stillaguamish inferiores. Un estudio de 2005 realizado por el Servicio Geológico de los Estados Unidos identificó nueve volcanes Cascade, incluido Glacier Peak, como "volcanes de muy alta amenaza con un control inadecuado". En el momento del estudio, solo se instaló un sismómetro en Glacier Peak que no había "funcionado en dos años".

## Glaciares

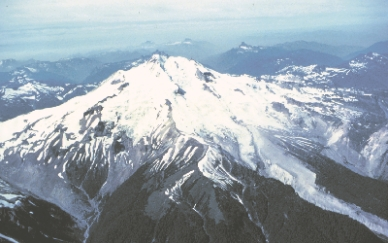
Glacier Peak nevado

Once glaciares importantes cubren el Glacier Peak. Cuando C. E. Rusk vio por primera vez estos glaciares en 1906, comenzaban a retirarse, pero aún estaban muy avanzados. El retroceso promedio de los glaciares de Glacier Peak desde la Pequeña Edad de Hielo hasta las posiciones de 1958 fue de 1640 m. Richard Hubley señaló que los glaciares de North Cascade comenzaron a avanzar a principios de la década de 1950, después de 30 años de rápida retirada. El avance fue en respuesta a un fuerte aumento en la precipitación invernal y una disminución en la temperatura del verano que comenzó en 1944. Diez de los quince glaciares alrededor del Glacier Peak avanzaron, incluyendo todos los glaciares directamente en las laderas de la montaña. Los avances de los glaciares Glacier Peak oscilaron entre 15 a 480 m y culminaron en 1978. Los once glaciares Glacier Peak que avanzaron durante el período 1950-79 emplazaron morrenas terminales de avance máximo identificables. De 1984 a 2005, la retirada promedio de ocho glaciares Glacier Peak desde sus posiciones máximas recientes fue de 1017 pies (310 m). Milk Lake Glacier, en el flanco norte de la montaña, se derritió por completo en la década de 1990.